# Cupa României – Faza Județeană
Cupa României – Faza Județeană,  este o competiție de fotbal deschisă participării cluburilor afiliate Asociațiilor Județene de Fotbal (AJF) și Asociației Municipale de Fotbal București (AMFB). Câștigătoarele fiecărei serii județene se califică în faza națională a Cupei României, organizată de Federația Română de Fotbal.

## Seriile județene
| Regiunea Nord–Est - Bacău (BC) - Botoșani (BT) - Iași (IS) - Neamț (NT) - Suceava (SV) - Vaslui (VS) | Regiunea Nord–Vest - Bihor (BH) - Bistrița-Năsăud (BN) - Cluj (CJ) - Maramureș (MM) - Satu Mare (SM) - Sălaj (SJ) | Regiunea Centru - Alba (AB) - Brașov (BV) - Covasna (CV) - Harghita (HR) - Mureș (MS) - Sibiu (SB) | Regiunea Vest - Arad (AR) - Caraș-Severin (CS) - Gorj (GJ) - Hunedoara (HD) - Mehedinți (MH) - Timiș (TM) |

| Regiunea Sud–Vest - Argeș (AG) - Dâmbovița (DB) - Dolj (DJ) - Olt (OT) - Teleorman (TR) - Vâlcea (VL) | Regiunea Sud - București (B) - Călărași (CL) - Giurgiu (GR) - Ialomița (IL) - Ilfov (IF) - Prahova (PH) | Regiunea Sud–Est - Brăila (BR) - Buzău (BZ) - Constanța (CT) - Galați (GL) - Tulcea (TL) - Vrancea (VN) |

## Alba
Lista finalelor Cupei României – Faza Județeană Alba
| \| Sezon \| Câștigătoare \| Scor \| Finalistă \| Stadion \| \| --------- \| -------------------------------------------------------------------- \| -------------------------------------------------------------------- \| -------------------------------------------------------------------- \| -------------------------------------------------------------------- \| \| 2008–2009 \| CS Zlatna \| 3–0 \| CS Ocna Mureș \| Minaur (Zlatna) \| \| 2009–2010 \| Mureșul Oarda de Jos \| 2–1 \| Cuprirom Abrud \| CSȘ Parc (Blaj) \| \| 2010–2011 \| Europa Alba Iulia \| 1–1 (5–3) d.l.d.[1] \| Viitorul Sântimbru \| CIL (Blaj) \| \| 2011–2012 \| Arena Alba Iulia \| 2–2 (5–4) d.l.d. \| Performanța Alba Iulia \| CSȘ Parc (Blaj) \| \| 2012–2013 \| Performanța Ighiu \| 3–0 \| Cuprirom Abrud \| Cetate (Alba Iulia) \| \| 2013–2014 \| Inter Ciugud \| 1–0 \| Dalia Sport Daia Română \| Comunal (Galda de Jos) \| \| 2014–2015 \| Performanța Ighiu \| 3–0 \| Mureșul Vințu de Jos \| Cetate (Alba Iulia) \| \| 2015–2016 \| Viitorul Sântimbru \| 1–0 \| Hidromecanica Șugag \| Soda (Ocna Mureș) \| \| 2016–2017 \| Șurianu Sebeș \| 6–0 \| Spicul Daia Română \| Arena Cugir (Cugir) \| \| 2017–2018 \| Sportul Petrești \| 3–2 \| Transalpina Șugag \| Comunal (Galtiu) \| \| 2018–2019 \| Voința Stremț \| 2–1[2] \| CSU Alba Iulia \| Cetate (Alba Iulia) \| \| 2019–2020 \| Sezonul a fost înghețat din cauza pandemiei de COVID-19 din România. \| Sezonul a fost înghețat din cauza pandemiei de COVID-19 din România. \| Sezonul a fost înghețat din cauza pandemiei de COVID-19 din România. \| Sezonul a fost înghețat din cauza pandemiei de COVID-19 din România. \| \| 2020–2021 \| Voința Stremț \| 2–2 (6–5) d.l.d.[3] \| CSU Alba Iulia \| Comunal (Unirea) \| \| 2021–2022 \| CSU Alba Iulia \| 4–0[4] \| Voința Stremț \| Comunal (Daia Română) \| \| 2022–2023 \| Industria Galda \| 2–1[5] \| Viitorul Vama Seacă \| Cetate (Alba Iulia) \| \| 2023–2024 \| Viitorul Sântimbru \| 5–1[6] \| Inter Unirea \| Arena Cugir (Cugir) \| \| 2024–2025 \| CS Ocna Mureș \| 2–0[7] \| Hidro Mecanica Șugag 1984 \| Minaur (Zlatna) \| |                                                                      |                                                                      |                                                                      |                                                                      |
| Sezon | Câștigătoare                                                         | Scor                                                                 | Finalistă                                                            | Stadion                                                              |
| 2008–2009 | CS Zlatna                                                            | 3–0                                                                  | CS Ocna Mureș                                                        | Minaur (Zlatna)                                                      |
| 2009–2010 | Mureșul Oarda de Jos                                                 | 2–1                                                                  | Cuprirom Abrud                                                       | CSȘ Parc (Blaj)                                                      |
| 2010–2011 | Europa Alba Iulia                                                    | 1–1 (5–3) d.l.d.                                                     | Viitorul Sântimbru                                                   | CIL (Blaj)                                                           |
| 2011–2012 | Arena Alba Iulia                                                     | 2–2 (5–4) d.l.d.                                                     | Performanța Alba Iulia                                               | CSȘ Parc (Blaj)                                                      |
| 2012–2013 | Performanța Ighiu                                                    | 3–0                                                                  | Cuprirom Abrud                                                       | Cetate (Alba Iulia)                                                  |
| 2013–2014 | Inter Ciugud                                                         | 1–0                                                                  | Dalia Sport Daia Română                                              | Comunal (Galda de Jos)                                               |
| 2014–2015 | Performanța Ighiu                                                    | 3–0                                                                  | Mureșul Vințu de Jos                                                 | Cetate (Alba Iulia)                                                  |
| 2015–2016 | Viitorul Sântimbru                                                   | 1–0                                                                  | Hidromecanica Șugag                                                  | Soda (Ocna Mureș)                                                    |
| 2016–2017 | Șurianu Sebeș                                                        | 6–0                                                                  | Spicul Daia Română                                                   | Arena Cugir (Cugir)                                                  |
| 2017–2018 | Sportul Petrești                                                     | 3–2                                                                  | Transalpina Șugag                                                    | Comunal (Galtiu)                                                     |
| 2018–2019 | Voința Stremț                                                        | 2–1                                                                  | CSU Alba Iulia                                                       | Cetate (Alba Iulia)                                                  |
| 2019–2020 | Sezonul a fost înghețat din cauza pandemiei de COVID-19 din România. | Sezonul a fost înghețat din cauza pandemiei de COVID-19 din România. | Sezonul a fost înghețat din cauza pandemiei de COVID-19 din România. | Sezonul a fost înghețat din cauza pandemiei de COVID-19 din România. |
| 2020–2021 | Voința Stremț                                                        | 2–2 (6–5) d.l.d.                                                     | CSU Alba Iulia                                                       | Comunal (Unirea)                                                     |
| 2021–2022 | CSU Alba Iulia                                                       | 4–0                                                                  | Voința Stremț                                                        | Comunal (Daia Română)                                                |
| 2022–2023 | Industria Galda                                                      | 2–1                                                                  | Viitorul Vama Seacă                                                  | Cetate (Alba Iulia)                                                  |
| 2023–2024 | Viitorul Sântimbru                                                   | 5–1                                                                  | Inter Unirea                                                         | Arena Cugir (Cugir)                                                  |
| 2024–2025 | CS Ocna Mureș                                                        | 2–0                                                                  | Hidro Mecanica Șugag 1984                                            | Minaur (Zlatna)                                                      |

## Arad
Lista finalelor Cupei României – Faza Județeană Arad
| \| Sezon \| Câștigătoare \| Scor \| Finalistă \| Stadion \| \| --------- \| -------------------------------------------------------------------- \| -------------------------------------------------------------------- \| -------------------------------------------------------------------- \| -------------------------------------------------------------------- \| \| 2010–2011 \| CS Vladimirescu 2003 \| 2–1 \| Șoimii Tăuț \| Baza Sportivă (Sânicolaul Mic) \| \| 2011–2012 \| Șoimii Pâncota \| 1–1 \| UTA Arad II \| Otto Greffner (Șiria) \| \| 2012–2013 \| Gloria CTP Arad \| 4–2[8] \| Aqua Vest Arad \| \| \| 2013–2014 \| UTA Bătrâna Doamnă \| 2–0 d.p. \| Gloria CTP Arad \| Șoimii (Lipova) \| \| 2014–2015 \| Șoimii Lipova \| 7–0[9] \| Victoria Felnac \| Otto Greffner (Șiria) \| \| 2015–2016 \| Șoimii Lipova \| 3–1 \| Crișul Chișineu-Criș \| Șoimii (Pâncota) \| \| 2016–2017 \| Șoimii Lipova \| 2–1 \| Unirea Sântana \| Șoimii (Pâncota) \| \| 2017–2018 \| Victoria Zăbrani \| 2–1 \| Crișul Chișineu-Criș \| Otto Greffner (Șiria) \| \| 2018–2019 \| Progresul Pecica \| 3–1[10] \| Păulișana Păuliș \| Frontiera (Curtici) \| \| 2019–2020 \| Sezonul a fost înghețat din cauza pandemiei de COVID-19 din România. \| Sezonul a fost înghețat din cauza pandemiei de COVID-19 din România. \| Sezonul a fost înghețat din cauza pandemiei de COVID-19 din România. \| Sezonul a fost înghețat din cauza pandemiei de COVID-19 din România. \| \| 2020–2021 \| Nu s-a disputat [a] \| Nu s-a disputat [a] \| Nu s-a disputat [a] \| Nu s-a disputat [a] \| \| 2021–2022 \| Victoria Felnac \| 3–1[11] \| Viitorul Arad \| Progresul (Pecica) \| \| 2022–2023 \| Viitorul Arad \| 5–0[12] \| Crișul Alb Buteni \| Șoimii (Pâncota) \| \| 2023–2024 \| Păulișana Păuliș \| 2–1[13] \| Frontiera Curtici \| Aurel Ardelean (Chișineu-Criș) \| 1. |                                                                      |                                                                      |                                                                      |                                                                      |
| Sezon | Câștigătoare                                                         | Scor                                                                 | Finalistă                                                            | Stadion                                                              |
| 2010–2011 | CS Vladimirescu 2003                                                 | 2–1                                                                  | Șoimii Tăuț                                                          | Baza Sportivă (Sânicolaul Mic)                                       |
| 2011–2012 | Șoimii Pâncota                                                       | 1–1                                                                  | UTA Arad II                                                          | Otto Greffner (Șiria)                                                |
| 2012–2013 | Gloria CTP Arad                                                      | 4–2                                                                  | Aqua Vest Arad                                                       |                                                                      |
| 2013–2014 | UTA Bătrâna Doamnă                                                   | 2–0 d.p.                                                             | Gloria CTP Arad                                                      | Șoimii (Lipova)                                                      |
| 2014–2015 | Șoimii Lipova                                                        | 7–0                                                                  | Victoria Felnac                                                      | Otto Greffner (Șiria)                                                |
| 2015–2016 | Șoimii Lipova                                                        | 3–1                                                                  | Crișul Chișineu-Criș                                                 | Șoimii (Pâncota)                                                     |
| 2016–2017 | Șoimii Lipova                                                        | 2–1                                                                  | Unirea Sântana                                                       | Șoimii (Pâncota)                                                     |
| 2017–2018 | Victoria Zăbrani                                                     | 2–1                                                                  | Crișul Chișineu-Criș                                                 | Otto Greffner (Șiria)                                                |
| 2018–2019 | Progresul Pecica                                                     | 3–1                                                                  | Păulișana Păuliș                                                     | Frontiera (Curtici)                                                  |
| 2019–2020 | Sezonul a fost înghețat din cauza pandemiei de COVID-19 din România. | Sezonul a fost înghețat din cauza pandemiei de COVID-19 din România. | Sezonul a fost înghețat din cauza pandemiei de COVID-19 din România. | Sezonul a fost înghețat din cauza pandemiei de COVID-19 din România. |
| 2020–2021 | Nu s-a disputat                                                      | Nu s-a disputat                                                      | Nu s-a disputat                                                      | Nu s-a disputat                                                      |
| 2021–2022 | Victoria Felnac                                                      | 3–1                                                                  | Viitorul Arad                                                        | Progresul (Pecica)                                                   |
| 2022–2023 | Viitorul Arad                                                        | 5–0                                                                  | Crișul Alb Buteni                                                    | Șoimii (Pâncota)                                                     |
| 2023–2024 | Păulișana Păuliș                                                     | 2–1                                                                  | Frontiera Curtici                                                    | Aurel Ardelean (Chișineu-Criș)                                       |

## Argeș
Lista finalelor Cupei României – Faza Județeană Argeș
| \| Sezon \| Câștigătoare \| Scor \| Finalistă \| Stadion \| \| --------- \| -------------------------------------------------------------------- \| -------------------------------------------------------------------- \| -------------------------------------------------------------------- \| -------------------------------------------------------------------- \| \| 2010–2011 \| CS Rucăr \| 4–0[14] \| AS Stâlpeni Rădești \| Dacia (Mioveni) \| \| 2011–2012 \| FC Dănuț Coman \| 7–0[15] \| SCM Pitești \| Nicolae Dobrin (Pitești) \| \| 2012–2013 \| Sporting Pitești \| 4–0 \| Real Vlădești \| Edilul (Pitești) \| \| 2013–2014 \| Unirea Bascov \| 2–2 (6–4) d.l.d. \| Vulturii Priboieni \| Nicolae Dobrin (Pitești) \| \| 2014–2015 \| Voința Budeasa \| 3–1 \| Vulturii Priboieni \| Nicolae Dobrin (Pitești) \| \| 2015–2016 \| Unirea Bascov \| 1–1 (5–3) d.l.d.[16] \| FC Argeș Pitești 1953 \| Nicolae Dobrin (Pitești) \| \| 2016–2017 \| Atletic Bradu II \| 1–0 \| AS Colibași \| Orășenesc (Mioveni) \| \| 2017–2018 \| Unirea Bascov \| 4–0 \| Gloria Berevoești \| Orășenesc (Mioveni) \| \| 2018–2019 \| Real Bradu \| 3–2[17] \| CS Rucăr \| Orășenesc (Mioveni) \| \| 2019–2020 \| Sezonul a fost înghețat din cauza pandemiei de COVID-19 din România. \| Sezonul a fost înghețat din cauza pandemiei de COVID-19 din România. \| Sezonul a fost înghețat din cauza pandemiei de COVID-19 din România. \| Sezonul a fost înghețat din cauza pandemiei de COVID-19 din România. \| \| 2020–2021 \| Inter Aninoasa \| 4–2[18] \| ACS Bălilești \| Orășenesc (Mioveni) \| \| 2021–2022 \| Inter Câmpulung \| 3–2[19] \| CS Rucăr \| Nicolae Dobrin (Pitești) \| \| 2022–2023 \| Speed Academy Pitești \| 2–0 \| Star Sport Argeș \| Orășenesc (Mioveni) \| \| 2023–2024 \| CS Domnești \| 3–1 \| AS Albota \| Orășenesc (Mioveni) \| |                                                                      |                                                                      |                                                                      |                                                                      |
| Sezon | Câștigătoare                                                         | Scor                                                                 | Finalistă                                                            | Stadion                                                              |
| 2010–2011 | CS Rucăr                                                             | 4–0                                                                  | AS Stâlpeni Rădești                                                  | Dacia (Mioveni)                                                      |
| 2011–2012 | FC Dănuț Coman                                                       | 7–0                                                                  | SCM Pitești                                                          | Nicolae Dobrin (Pitești)                                             |
| 2012–2013 | Sporting Pitești                                                     | 4–0                                                                  | Real Vlădești                                                        | Edilul (Pitești)                                                     |
| 2013–2014 | Unirea Bascov                                                        | 2–2 (6–4) d.l.d.                                                     | Vulturii Priboieni                                                   | Nicolae Dobrin (Pitești)                                             |
| 2014–2015 | Voința Budeasa                                                       | 3–1                                                                  | Vulturii Priboieni                                                   | Nicolae Dobrin (Pitești)                                             |
| 2015–2016 | Unirea Bascov                                                        | 1–1 (5–3) d.l.d.                                                     | FC Argeș Pitești 1953                                                | Nicolae Dobrin (Pitești)                                             |
| 2016–2017 | Atletic Bradu II                                                     | 1–0                                                                  | AS Colibași                                                          | Orășenesc (Mioveni)                                                  |
| 2017–2018 | Unirea Bascov                                                        | 4–0                                                                  | Gloria Berevoești                                                    | Orășenesc (Mioveni)                                                  |
| 2018–2019 | Real Bradu                                                           | 3–2                                                                  | CS Rucăr                                                             | Orășenesc (Mioveni)                                                  |
| 2019–2020 | Sezonul a fost înghețat din cauza pandemiei de COVID-19 din România. | Sezonul a fost înghețat din cauza pandemiei de COVID-19 din România. | Sezonul a fost înghețat din cauza pandemiei de COVID-19 din România. | Sezonul a fost înghețat din cauza pandemiei de COVID-19 din România. |
| 2020–2021 | Inter Aninoasa                                                       | 4–2                                                                  | ACS Bălilești                                                        | Orășenesc (Mioveni)                                                  |
| 2021–2022 | Inter Câmpulung                                                      | 3–2                                                                  | CS Rucăr                                                             | Nicolae Dobrin (Pitești)                                             |
| 2022–2023 | Speed Academy Pitești                                                | 2–0                                                                  | Star Sport Argeș                                                     | Orășenesc (Mioveni)                                                  |
| 2023–2024 | CS Domnești                                                          | 3–1                                                                  | AS Albota                                                            | Orășenesc (Mioveni)                                                  |

## Bacău
Lista finalelor Cupei României – Faza Județeană Bacău
| Sezon     | Câștigătoare       | Scor            | Finalistă           | Stadion                          |
| --------- | ------------------ | --------------- | ------------------- | -------------------------------- |
| 2010–2011 | CSM Moinești       | 4–3             | AS Nicolae Bălcescu | Lucrețiu Avram (Bacău)           |
| 2011–2012 | CSM Moinești       | 1–0             | AS Nicolae Bălcescu | Ion Gherhard (Nicolae Bălcescu)  |
| 2012–2013 | SC Bacău II        | 3–2             | Sportul Răcăciuni   | Municipal (Bacău)                |
| 2013–2014 | Dinamo Onești      | 4–2             | Siretu Bacău        | Lucrețiu Avram (Bacău)           |
| 2014–2015 | SC Bacău II        | 3–1             | AS Filipești        | Constantin Anghelache (Bacău)    |
| 2015–2016 | Gauss Răcăciuni    | 8–1             | Gloria Zemeș        | Aerostar (Bacău)                 |
| 2016–2017 | Viitorul Curița    | 5–2             | Voința Gârleni      | Comunal (Letea Veche)            |
| 2017–2018 | Viitorul Curița    | 6–1             | Uzu Dărmănești      |                                  |
| 2018–2019 | Viitorul Curița    | 5–0             | Măgura Cașin        | Comunal (Cașin)                  |
| 2019–2020 | Viitorul Curița    | w/o             | Dinamo Bacău        |                                  |
| 2020–2021 | Nu s-a disputat    | Nu s-a disputat | Nu s-a disputat     | Nu s-a disputat                  |
| 2021–2022 | Unirea Bacău       | 5–3             | Sportul Onești      | Comunal (Letea Veche)            |
| 2022–2023 | Gauss Bacău        | 4–0             | Viitorul Curița     | Baza Sportivă Green Club (Bacău) |
| 2023–2024 | Vulturul Măgirești | 3–3, 4–3 d.p.   | Gauss Bacău         | Comunal (Letea Veche)            |
| 2024–2025 | AS Bârsănești      | 2–2, 4–2 d.p.   | AS Negri            | Constantin Anghelache (Bacău)    |

| Clubul                    | Trofee | Sezoane câștigătoare   | Finaliste | Anii ca finaliste |
| ------------------------- | ------ | ---------------------- | --------- | ----------------- |
| Viitorul Curița           | 4      | 2017, 2018, 2019, 2020 | 1         | 2023              |
| CSM Moinești              | 2      | 2011, 2012             |           |                   |
| SC Bacău II               | 2      | 2013, 2015             |           |                   |
| Dinamo Onești             | 1      | 2014                   |           |                   |
| Gauss Răcăciuni           | 1      | 2016                   | 1         | 2013              |
| Unirea Bacău              | 1      | 2022                   |           |                   |
| Gauss Bacău               | 1      | 2023                   | 1         | 2024              |
| Vulturul Măgirești        | 1      | 2024                   |           |                   |
| AS Bârsănești             | 1      | 2025                   |           |                   |
| Viitorul Nicolae Bălcescu |        |                        | 2         | 2011, 2012        |
| Siretu Bacău              |        |                        | 1         | 2014              |
| AS Filipești              |        |                        | 1         | 2015              |
| Gloria Zemeș              |        |                        | 1         | 2016              |
| Voința Gârleni            |        |                        | 1         | 2017              |
| Uzu Dărmănești            |        |                        | 1         | 2018              |
| Măgura Cașin              |        |                        | 1         | 2019              |
| Dinamo Bacău              |        |                        | 1         | 2020              |
| Sportul Onești            |        |                        | 1         | 2022              |
| AS Negri                  |        |                        | 1         | 2025              |

## Cluj
Lista finalelor Cupei României – Faza Județeană Cluj
| Sezon     | Câștigătoare                                                         | Scor                                                                 | Finalistă                                                            | Stadion                                                              |
| --------- | -------------------------------------------------------------------- | -------------------------------------------------------------------- | -------------------------------------------------------------------- | -------------------------------------------------------------------- |
| 2006–2007 | Minerul Iara                                                         | 3–2                                                                  | Școala de Fotbal Ivansuc                                             | Clujana (Cluj-Napoca)                                                |
| 2007–2008 | CFR Cluj II                                                          | 2–1 d.p.                                                             | Minerul Iara                                                         | CUG (Cluj-Napoca)                                                    |
| 2008–2009 | Arieșul Turda II                                                     | 5–1                                                                  | Universitatea Cluj II                                                | CUG (Cluj-Napoca)                                                    |
| 2009–2010 | Unirea Florești                                                      | 2–1                                                                  | AS Feleacu                                                           | CUG (Cluj-Napoca)                                                    |
| 2010–2011 | Leii Triteni                                                         | 6–1                                                                  | Vulturii Vultureni                                                   | Someșeni (Cluj-Napoca)                                               |
| 2011–2012 | Vulturii Vultureni                                                   | 11–0                                                                 | AS Iclod                                                             | Someșeni (Cluj-Napoca)                                               |
| 2012–2013 | Vulturii Vultureni                                                   | 1–1 (6–5) d.l.d.                                                     | Someșul Apahida                                                      | CMC (Cluj-Napoca)                                                    |
| 2013–2014 | Someșul Apahida                                                      | 1–0                                                                  | Plaiul Iacobeni                                                      | Baza Sportivă Ardealul                                               |
| 2014–2015 | Someșul Apahida                                                      | 5–1                                                                  | Gloria Cătina                                                        | Someșeni (Cluj-Napoca)                                               |
| 2015–2016 | ISCT 1921 Câmpia Turzii                                              | 1–0                                                                  | Potaissa Turda                                                       | Someșeni (Cluj-Napoca)                                               |
| 2016–2017 | Universitatea Cluj                                                   | 7–0                                                                  | Gloria Cătina                                                        | Baza Sportivă Dan Anca                                               |
| 2017–2018 | Sticla Arieșul Turda                                                 | 1–0                                                                  | FC Bonțida                                                           | Iuliu Hațieganu (Cluj-Napoca)                                        |
| 2018–2019 | ACS Florești                                                         | 4–0                                                                  | CSM Câmpia Turzii                                                    | Iuliu Hațieganu (Cluj-Napoca)                                        |
| 2019–2020 | Sezonul a fost înghețat din cauza pandemiei de COVID-19 din România. | Sezonul a fost înghețat din cauza pandemiei de COVID-19 din România. | Sezonul a fost înghețat din cauza pandemiei de COVID-19 din România. | Sezonul a fost înghețat din cauza pandemiei de COVID-19 din România. |
| 2020–2021 | ACS Florești                                                         | 3–1                                                                  | Victoria Viișoara                                                    | Stadionul Clujana (Cluj-Napoca)                                      |
| 2021–2022 | Supporter 2.0 Cluj Napoca                                            | 0–0 (4–3) d.l.d.                                                     | Arieșul Mihai Viteazu                                                | Baza Sportivă Arieșul                                                |
| 2022–2023 | Vulturul Mintiu Gherlii                                              | 1–0                                                                  | Sticla Arieșul Turda                                                 | Clujana (Cluj-Napoca)                                                |
| 2023–2024 | Sticla Arieșul Turda                                                 | 2–1                                                                  | Viitorul Mihai Georgescu                                             | Baza Sportivă Arieșul                                                |

| Clubul                   | Trofee | Sezoane câștigătoare | Finaliste | Anii ca finaliste |
| ------------------------ | ------ | -------------------- | --------- | ----------------- |
| Vulturii Vultureni       | 2      | 2013, 2014           | 1         | 2012              |
| Someșul Apahida          | 2      | 2015, 2016           | 1         | 2014              |
| Sticla Arieșul Turda     | 2      | 2019, 2024           | 1         | 2023              |
| ACS Florești             | 2      | 2020, 2021           |           |                   |
| Minerul Iara             | 1      | 2008                 | 1         | 2009              |
| ISCT 1921 Câmpia Turzii  | 1      | 2017                 | 1         | 2020              |
| CFR Cluj II              | 1      | 2009                 |           |                   |
| Arieșul Turda II         | 1      | 2010                 |           |                   |
| Unirea Florești          | 1      | 2011                 |           |                   |
| Leii Triteni             | 1      | 2012                 |           |                   |
| Universitatea Cluj       | 1      | 2018                 |           |                   |
| Victoria Cluj            | 1      | 2022                 |           |                   |
| Vulturul Mintiu Gherlii  | 1      | 2023                 |           |                   |
| Gloria Cătina            | 0      |                      | 2         | 2016, 2018        |
| Școala de Fotbal Ivansuc | 0      |                      | 1         | 2008              |
| Universitatea Cluj II    | 0      |                      | 1         |                   |
| AS Feleacu               | 0      |                      | 1         | 2011              |
| AS Iclod                 | 0      |                      | 1         | 2013              |
| Plaiul Iacobeni          | 0      |                      | 1         | 2015              |
| Potaissa Turda           | 0      |                      | 1         | 2017              |
| FC Bonțida               | 0      |                      | 1         | 2019              |
| Victoria Viișoara        | 0      |                      | 1         | 2019              |
| Arieșul Mihai Viteazu    | 0      |                      | 1         | 2022              |
| Viitorul Mihai Georgescu | 0      |                      | 1         | 2024              |

## Dâmbovița
Lista finalelor Cupei României – Faza Județeană Dâmbovița
| Sezon     | Câștigătoare                                                         | Scor                                                                 | Finalistă                                                            | Stadion                                                              |
| --------- | -------------------------------------------------------------------- | -------------------------------------------------------------------- | -------------------------------------------------------------------- | -------------------------------------------------------------------- |
| 2010–2011 | Gloria Cornești                                                      | 1–1 (5–3) d.l.d.                                                     | FCM 4 Târgoviște                                                     | Comunal (Conțești)                                                   |
| 2011–2012 | Gloria Cornești                                                      | 3–0                                                                  | Utchim Găești                                                        |                                                                      |
| 2012–2013 | Voința Pietroșița                                                    | 2–1                                                                  | Flacăra Moreni                                                       | Comunal (Aninoasa)                                                   |
| 2013–2014 | Flacăra Moreni                                                       | 3–0                                                                  | FCM Târgoviște II                                                    | Central (Fieni)                                                      |
| 2014–2015 | Flacăra Moreni                                                       | 7–0                                                                  | Atletic Fieni                                                        |                                                                      |
| 2015–2016 | Flacăra Moreni                                                       | 3–0                                                                  | Recolta Gura Șuții                                                   | Comunal (Aninoasa)                                                   |
| 2016–2017 | Gloria Gaz Metan Cornești                                            | 7–4                                                                  | Unirea Colibași                                                      | Comunal (Șotânga)                                                    |
| 2017–2018 | Gloria Cornești                                                      | 4–2                                                                  | Unirea Bucșani                                                       | Orășenesc (Titu)                                                     |
| 2018–2019 | Recolta Gura Șuții                                                   | 4–2                                                                  | CSM Fieni                                                            | Comunal (Aninoasa)                                                   |
| 2019–2020 | Sezonul a fost înghețat din cauza pandemiei de COVID-19 din România. | Sezonul a fost înghețat din cauza pandemiei de COVID-19 din România. | Sezonul a fost înghețat din cauza pandemiei de COVID-19 din România. | Sezonul a fost înghețat din cauza pandemiei de COVID-19 din România. |
| 2020–2021 | Nu s-a disputat                                                      | Nu s-a disputat                                                      | Nu s-a disputat                                                      | Nu s-a disputat                                                      |
| 2021–2022 | Roberto Ziduri                                                       | 1–0                                                                  | AFC 1948 Brezoaele                                                   | Orășenesc (Găești)                                                   |
| 2022–2023 | Roberto Ziduri                                                       | 1–0                                                                  | Urban Titu                                                           | Orășenesc (Găești)                                                   |
| 2023–2024 | Urban Titu                                                           | 1–0                                                                  | Recolta Gura Șuții                                                   | Eugen Popescu (Târgoviște)                                           |
| 2024–2025 | Voința 2024 Crevedia                                                 | 1–0                                                                  | Viitorul Voinești                                                    | Flacăra (Moreni)                                                     |

| Clubul               | Trofee | Sezoane câștigătoare   | Finaliste | Anii ca finaliste |
| -------------------- | ------ | ---------------------- | --------- | ----------------- |
| Gloria Cornești      | 4      | 2011, 2012, 2017, 2018 |           |                   |
| Flacăra Moreni       | 3      | 2014, 2015, 2016       | 1         | 2013              |
| Roberto Ziduri       | 2      | 2022, 2023             |           |                   |
| Voința Pietroșița    | 1      | 2013                   |           |                   |
| Recolta Gura Șuții   | 1      | 2019                   | 2         | 2016, 2024        |
| Urban Titu           | 1      | 2024                   | 1         | 2023              |
| Voința 2024 Crevedia | 1      | 2025                   |           |                   |
| CSM Fieni            |        |                        | 2         | 2015, 2019        |
| FCM 4 Târgoviște     |        |                        | 1         | 2011              |
| Utchim Găești        |        |                        | 1         | 2012              |
| FCM Târgoviște II    |        |                        | 1         | 2014              |
| Unirea Colibași      |        |                        | 1         | 2017              |
| AFC 1948 Brezoaele   |        |                        | 1         | 2022              |
| Viitorul Voinești    |        |                        | 1         | 2025              |

## Prahova
Lista finalelor Cupei României – Faza Județeană Prahova
| Sezon     | Câștigătoare                                                         | Scor                                                                 | Finalistă                                                            | Stadion                                                              |
| --------- | -------------------------------------------------------------------- | -------------------------------------------------------------------- | -------------------------------------------------------------------- | -------------------------------------------------------------------- |
| 1975–1976 | Recolta Vâlcănești                                                   | –                                                                    |                                                                      |                                                                      |
| 1976–1977 | PECO Ploiești                                                        | –                                                                    |                                                                      |                                                                      |
| 1978–1979 | Electromotor Câmpina                                                 | –                                                                    |                                                                      |                                                                      |
| 1979–1980 | Minerul Filipeștii de Pădure                                         | –                                                                    |                                                                      |                                                                      |
| 1983–1984 | Sportul Muncitoresc Câmpina                                          | 1–1 (6–5) d.l.d.                                                     | Avântul Măneciu                                                      |                                                                      |
| 1986–1987 | Montana Sinaia                                                       | 3–1                                                                  | Geamul Scăeni                                                        |                                                                      |
| 1988–1989 | IUC Ploiesti                                                         | –                                                                    |                                                                      |                                                                      |
| 1989–1990 | Viitorul Pleașa                                                      | –                                                                    |                                                                      |                                                                      |
| 1990–1991 | Avântul Bătești                                                      | 2–1                                                                  | Șoimii Păcureți                                                      |                                                                      |
| 1991–1992 | Petrolistul Boldești                                                 | 0–4, 7–0                                                             | Petrolul Băicoi                                                      |                                                                      |
| 1992–1993 | Carpați Sinaia                                                       | 2–2, 5–3                                                             | Voința Gornet                                                        |                                                                      |
| 1993–1994 | Metalul Filipeștii de Pădure                                         | 3–1                                                                  | Geamul Scăieni                                                       |                                                                      |
| 1994–1995 | Metalul Filipeștii de Pădure                                         | 0–2, 5–0                                                             | Petrolul Teleajen Ploiești                                           |                                                                      |
| 1995–1996 | Chimistul Valea Călugărească                                         | 0–1, 7–1                                                             | Avântul Măneciu                                                      |                                                                      |
| 1996–1997 | Petrolul Teleajen Ploiești                                           | 1–0                                                                  | Vega Ploiești                                                        |                                                                      |
| 1997–1998 | Rafinăria Câmpina                                                    | 2–1                                                                  | Hidrojet Breaza                                                      |                                                                      |
| 1998–1999 | Chimistul Valea Călugărească                                         | 5–0                                                                  | Edil Const Jandarmii Câmpina                                         |                                                                      |
| 1999–2000 | Petrolistul Boldești                                                 | 2–1 d.p.                                                             | Coruna Foresta Bănești                                               |                                                                      |
| 2000–2001 | Uztel Ploiești                                                       | –                                                                    | Metalul Băicoi                                                       |                                                                      |
| 2001–2002 | Uztel Ploiești                                                       | 2–1                                                                  | Petrolul Blejoi                                                      |                                                                      |
| 2002–2003 |                                                                      | –                                                                    |                                                                      |                                                                      |
| 2003–2004 |                                                                      | –                                                                    |                                                                      |                                                                      |
| 2004–2005 |                                                                      | –                                                                    |                                                                      |                                                                      |
| 2005–2006 |                                                                      | –                                                                    |                                                                      |                                                                      |
| 2006–2007 | CS Florești                                                          | 1–0 d.p.                                                             | Steaua Mizil                                                         |                                                                      |
| 2007–2008 | Kaproni Gornet                                                       | 3–2                                                                  | Gloria Vâlcănești                                                    |                                                                      |
| 2008–2009 | Intersport Plopeni                                                   | 2–0                                                                  | Caraimanul Bușteni                                                   |                                                                      |
| 2009–2010 | Avântul Măneciu                                                      | 4–0                                                                  | Progresul Bucov                                                      |                                                                      |
| 2010–2011 | Prahova 2010 Tomșani                                                 | 2–0 d.p.                                                             | Avântul Măneciu                                                      |                                                                      |
| 2011–2012 | Vispești Blejoi                                                      | 4–2                                                                  | CSM Câmpina                                                          |                                                                      |
| 2012–2013 | Petrolistul Boldești                                                 | 4–0                                                                  | Tufeni Băicoi                                                        |                                                                      |
| 2013–2014 | Astra II Ciorani                                                     | 1–0                                                                  | Petrolistul Boldești                                                 |                                                                      |
| 2014–2015 | CS Păulești                                                          | 2–0                                                                  | AFC Bănești-Urleta                                                   | Astra (Ploiești)                                                     |
| 2015–2016 | CS Păulești                                                          | 3–2                                                                  | CSO Plopeni                                                          | Astra (Ploiești)                                                     |
| 2016–2017 | Petrolul Ploiești                                                    | 2–0                                                                  | CS Păulești                                                          | Ilie Oană (Ploiești)                                                 |
| 2017–2018 | CS Păulești                                                          | 2–0                                                                  | CS Blejoi                                                            | Ilie Oană (Ploiești)                                                 |
| 2018–2019 | CS Blejoi                                                            | 2–0                                                                  | CSO Plopeni                                                          | Ilie Oană (Ploiești)                                                 |
| 2019–2020 | Sezonul a fost înghețat din cauza pandemiei de COVID-19 din România. | Sezonul a fost înghețat din cauza pandemiei de COVID-19 din România. | Sezonul a fost înghețat din cauza pandemiei de COVID-19 din România. | Sezonul a fost înghețat din cauza pandemiei de COVID-19 din România. |
| 2020–2021 | Nu s-a disputat                                                      | Nu s-a disputat                                                      | Nu s-a disputat                                                      | Nu s-a disputat                                                      |
| 2021–2022 | Atletic United 1906 Ploiești                                         | 1–0                                                                  | Olimpia Cireșanu                                                     | Viorel Mateianu (Boldești-Scăeni)                                    |
| 2022–2023 | CSO Boldești-Scăeni                                                  | 4–0                                                                  | Șirna Varnița                                                        | Comunal (Păulești)                                                   |
| 2023–2024 | CSO Boldești-Scăeni                                                  | 1–0                                                                  | Teleajenul Vălenii de Munte                                          | Comunal (Păulești)                                                   |

| Loc | Echipa                                 | Câștigătoare |
| --- | -------------------------------------- | ------------ |
| 1   | Petrolistul Boldești                   | 5            |
| 2   | Metalul Filipeștii de Pădure (Minerul) | 3            |
|     | Petrolul Teleajen Ploiești (UZTEL)     | 3            |
|     | CS Păulești                            | 3            |
| 3   | Chimistul Valea Călugărească           | 2            |
|     | CS Blejoi (Vispești)                   | 2            |
| 4   | Recolta Vâlcănești                     | 1            |
|     | PECO Ploiești                          | 1            |
|     | Electromotor Câmpina                   | 1            |
|     | Sportul muncitoresc Câmpina            | 1            |
|     | Montana Sinaia                         | 1            |
|     | IUC Ploiesti                           | 1            |
|     | Viitorul Pleașa                        | 1            |
|     | Avantul Bătești                        | 1            |
|     | Carpați Sinaia                         | 1            |
|     | Rafinaria Steaua Română Câmpina        | 1            |
|     | CS Florești                            | 1            |
|     | CSO Plopeni (Intersport)               | 1            |
|     | Avântul Măneciu                        | 1            |
|     | Prahova 2010 Tomșani                   | 1            |
|     | Astra 2 Ploiești (Ciorani)             | 1            |
|     | Petrolul Ploiești                      | 1            |
|     | Atletic United 1906 Ploiești           | 1            |